# 2. оклопна бригада
Друга оклопна бригада је била јединица Војске Републике Српске, у саставу Првог крајишког корпуса.

## Историја

### Настанак
Бригада је основана 10. јуна 1992. од људства и борбене технике Школског центра ОМЈ ЈНА „Петар Драпшин“, Бања Лука. Први командант, уједно задужен и за формирање бригаде, био је тадашњи пуковник, Славко Лисица. Седиште бригаде било је на Мањачи и у бањалучкој касарни Врбас. Имала је око 2.000 припадника. Попуњавана је војним обвезницима са простора око 40 општина. У формацији је имала: команду, команду стана, чету везе, извиђачку чету, вод војне полиције, два оклопна батаљона, мјешовити артиљеријски дивизион, лаки самоходни артиљеријско-ракетни дивизион ПВО, инжењеријски батаљон и позадински батаљон.

### Ратни пут бригаде
Током операције Коридор, 2. оклопна бригада налазила се у саставу Тактичке групе 3. Крајем 1992. бригада је размештена у шири рејон Добоја и брчанског коридора, где је и провела највећи део рата. У децембру 1993, елементи бригаде учествују у неуспелом покушају затварања тешањског џепа у склопу операције Дрина 93. У јеку операције „Ураган“ АРБиХ, крајем септембра 1995, елементи 2. оклопне бригаде на челу са командантом Миком Шкорићем успевају да у одсудном тренутку зауставе непријатељеву офанзиву, тиме спречивши пад Добоја. Бригада је одмах по сламању офанзиве АРБиХ на Добој послата на Мањачу, где је заједно са 16. крајишком моторизованом бригадом добила задатак да заустави даљи продор ХВ долином Врбаса. Како је у међувремену отпочео Дејтонски мировни процес, бригада је крајем новембра 1995. дочекала крај рата на Мањачи.
Бригада је током Одбрамбено-отаџбинског рата изгубила 99 бораца, а 345 их је рањено.
Бригадом су командовали: пуковник Славко Лисица (од јуна до новембра 1992), пуковник Борислав Којић (од новембра 1992. до априла 1993), потпуковник Мико Шкорић (од априла 1993. до септембра 1994) и потпуковник Драгомир Кесеровић (1995-1996). По завршетку рата бригада је ушла у састав 3. корпуса ВРС као 302. оклопна бригада, која је наставила традиције 2. оклопне бригаде, све до интегрисања ВРС у Оружане снаге БиХ.
Спомен-соба бригаде налази се у кампусу Универзитета у Бањој Луци (бивша касарна "Врбас") . Бригада је одликована Медаљом Петра Мркоњића.